# Unlocked
Unlocked (Código abierto en España) es una película británica-estadounidense de suspense  de 2017 dirigida por Michael Apted, escrita por Peter O'Brien y protagonizada por Noomi Rapace, Orlando Bloom, Michael Douglas, John Malkovich y Toni Collette.  
Fue estrenada en el Reino Unido el 5 de mayo de 2017 por Lionsgate . 

## Sinopsis
La agente de la CIA Alice Racine, atormentada por un error del pasado, en el que murieron varias personas, descubre que unos terroristas planean un ataque con armas biológicas en Londres y que no puede confiar en nadie al respecto. 
Mientras trata de evitarlo y sobrevivir a sus perseguidores, solo un antiguo soldado la ayuda.

## Reparto
- Noomi Rapace[2] como Alice Racine.
- Orlando Bloom[3] como Jack Alcott.
- Michael Douglas[3] como Eric Lasch.
- John Malkovich[4] como Bob Hunter.
- Toni Collette[4] como Emily Knowles.
- Brian Caspe como Ed Romley.
- Matthew Marsh como Frank Sutter.
- Michael Epp como David Mercer.
- Philip Brodie como John Wilson.
- Tosin Cole como Amjad.
- Jessica Boone como asistente de Romley.
- Adelayo Adedayo como Noma.
- Makram Khoury como Imam Yazid Khaleel.

## Producción
El 23 de septiembre de 2010, Warner Bros. optó por la película, con Lorenzo di Bonaventura elegido para producir. El 7 de abril de 2014, Noomi Rapace se unió al elenco, con Mikael Håfström a punto de dirigir. El 7 de septiembre de 2014, Michael Douglas y Orlando Bloom se unieron al reparto. El 6 de noviembre de 2014, John Malkovich y Toni Collette se incorporaron a la película. El rodaje comenzó el 3 de noviembre de 2014 y finalizó el 17 de enero de 2015.

## Estreno
La película fue estrenada en el Reino Unido el 5 de mayo de 2017 por Lionsgate. La película se estrenó en Estados Unidos el 1 de septiembre de 2017.

## Recepción
Unlocked ha recibido reseñas mixtas a negativas de parte de la crítica y de la audiencia. En el sitio web especializado Rotten Tomatoes, la película posee una aprobación de 26%, basada en 57 reseñas, con una calificación de 4.3/10 y con un consenso crítico que dice: "Unlocked trae a un reparto de estrellas en un thriller de espías cuya adopción de la fórmula de la vieja escuela podría ser refrescante si no estuviera atascado en los clichés de género y una trama predecible." De parte de la audiencia tiene una aprobación de 44%, basada en 1485 votos, con una calificación de 3.0/5.
El sitio web Metacritic le ha dado a la película una puntuación de 46 de 100, basada en 15 reseñas, indicando "reseñas mixtas". En el sitio IMDb los usuarios le han dado una calificación de 6.3/10, sobre la base de 35 805 votos. En la página FilmAffinity la cinta tiene una calificación de 5.2/10, basada en 2124 votos.